# Vierkantsweerstand
De vierkantsweerstand is een maat voor de karakteristieke elektrische weerstand van een dunne, homogene geleidende laag met constante dikte. Hij wordt veel gebruikt voor het karakteriseren van opgedampte of gezeefdrukte dunne metaal- en halfgeleiderlagen in elektronische toepassingen, zoals geïntegreerde schakelingen.
Dunne homogene geleidende lagen van constante dikte kunnen als tweedimensionaal worden beschouwd. Bij het elektrisch gedrag ervan speelt de vierkantsweerstand een rol die vergelijkbaar is met die van de soortelijke weerstand in driedimensionale situaties. Daarbij gaat men ervan uit dat de stroom alleen in het vlak van de laag stroomt, en niet loodrecht daarop.

## Definitie

Weerstand van een blokje materiaal.
L = lengte in de richting van de stroom, b = breedte, h = hoogte; I = stroomrichting.

In een driedimensionaal geleidend blokje waarbij de stroomrichting evenwijdig aan de lengterichting van het blokje is, kan de elektrische weerstand worden geschreven als
{\displaystyle R=\rho {\frac {L}{b\times h}}=\rho {\frac {L}{bh}}}
waarin:
ρ = de soortelijke weerstand, in ohm·meter
L = de lengte in de richting van de stroom, in meter
b = de breedte, in meter
h = de hoogte, in meter.
Bij een homogene laag zijn de dikte en de soortelijke weerstand constant, zodat
{\displaystyle R={\frac {\rho }{h}}{\frac {L}{b}}=R_{vierkant}{\frac {L}{b}}}
Daarbij wordt
{\displaystyle R_{vierkant}={\frac {\rho }{h}}}
de vierkantsweerstand genoemd.

## Symbolen en eenheden
Als symbool voor de vierkantsweerstand wordt vaak {\displaystyle R_{\Box }} gebruikt.
Omdat de verhouding L/b dimensieloos is, heeft de vierkantsweerstand de dimensie weerstand. De eenheid is dus ohm (Ω). Gebruikelijk is echter ohm per vierkant, gewoonlijk geschreven als {\displaystyle \Omega /\Box }. De dimensie is weerstand, maar hij wordt alleen gebruikt voor de vierkantsweerstand. Het voordeel hiervan is dat ‘1 ohm per vierkant’ eenduidig is, terwijl een ‘vierkantsweerstand van 1 ohm’ tot misverstanden kan leiden.
De achtergrond van de term „ohm per vierkant” is het feit dat een vierkant stuk dunne laag van 1 Ω/vierkant inderdaad een weerstand van 1 Ω heeft, ongeacht de grootte van dat vierkant. Immers
{\displaystyle R={\frac {\rho }{h}}{\frac {L}{b}}}.
Voor een vierkant geldt
{\displaystyle L=b}
zodat
{\displaystyle R={\frac {\rho }{h}}{\frac {L}{L}}={\frac {\rho }{h}}}
hetgeen inderdaad onafhankelijk is van de grootte van het vierkant.
Men kan zich dit eenvoudig voorstellen door het vierkant denkbeeldig in vier gelijke vierkantjes op te knippen. Deze vierkanten kunnen worden gezien als twee parallel staande groepen van elk twee in serie staande vierkantjes. De vervangingsweerstand van deze serieparellelschakeling – die uiteraard gelijk is aan die van het oorspronkelijke vierkant – is dan gelijk aan de weerstand van een van de kleine vierkantjes.

## Meting
Omdat de vierkantsweerstand vaak van dezelfde grootteorde is als de contactweerstand, moet deze laatste bij het meten worden geëlimineerd. Dat kan met de zogenaamde vierpuntsmethode. Een constante stroom wordt door twee meetpunten geleid, terwijl met een hoogohmige voltmeter de spanning over de beide andere meetpunten wordt gemeten. Vervolgens wordt een geometriefactor gebruikt om te corrigeren voor de geometrie van de vier meetpunten. Twee gangbare geometrieën hebben de vier punten respectievelijk op de hoeken van een vierkant, en alle vier op een lijn. Voor meer hierover, zie het artikel Van der Pauwmethode.
Een zeer grove meting met twee punten bepaalt eerst de weerstand met de twee meetpunten vlak bij elkaar, en vervolgens met de punten ver uiteen. Het verschil tussen beide metingen geeft de grootteorde van de vierkantsweerstand.